# Коваль Анастасія Сергіївна
Анастасія Сергіївна Коваль (6 листопада 1992, Київ) — українська гімнастка.
Анастасія Коваль брала участь у Пекінській олімпіаді. Її найкращий результат — 5 місце у вправах на брусах.